# Konrad Schönfeld
Konrad Schönfeld (* 1. Mai 1932 in Dippoldiswalde) ist ein deutscher Grafiker und Gebrauchsgrafiker.

## Leben und Werk
Schönfeld arbeitete von 1950 bis 1952 als Werbemaler und studierte von 1952 bis 1957 an der Hochschule für Grafik und Buchkunst Leipzig freie Grafik und Illustration. Danach arbeitete er in Potsdam freischaffend als Grafiker und Gebrauchsgrafiker. Neben freien grafischen Arbeiten entwarf er u. a. Plakate, so von 1960 bis 1983 acht Filmplakate, und illustrierte er Bücher und Buchumschläge. 1985 beteiligte er sich mit „Bertolt Brecht. Kälbermarsch“ am Plakatwettbewerb „Berlin – Stadt des Friedens“ in Berliner U-Bahnhöfen. Mit dem Bild „setzt (er) sich mit der Demagogie des Nationalsozialismus“ auseinander.
Schönfeld war bis 1990 Mitglied des Verbands Bildender Künstler der DDR.

## Ehrungen
- 1976: Ehrende Anerkennung der Internationalen Buchkunst-Ausstellung Leipzig (für die Illustrationen zu Kurt Kauter: Der Wind weht über Feuerland. Legenden, Mythen und Sagen der Feuerlandindianer. Alfred Holz-Verlag, Berlin 1970)
- 1976: 2. Preis im Grafik-Wettbewerb der DDR (für die Folge von Lithografien Schall und Rauch[3])

## Weitere Werke (Auswahl)

### Freie Druckgrafik
- Woyzeck (1977/78; zwei Lithografien)

### Filmplakate
- Guten Tag, lieber Tag (1961)[4]

### Weitere Buchillustrationen (unvollständig)
- Erich Köhler: Goldnase. Kinderbuchverlag, Berlin, 1965
- Inge Borde (Hrsg.): Sieben Puppenspiele für Kinder. Henschelverlag, Berlin, 1968
- Ernst Keienburg: Feuer auf den Bergen. Abenteuerroman. Verlag Das Neue Berlin, 1969
- Georg Weerth (Poesiealbum 37), Verlag Neues Leben, Berlin, 1970
- Nana Bauer (Hrsg.): Warum? Weshalb? Wieso? Ein Frage- und-Antwort-Buch für Kinder. Band 5. Verlag Junge Welt, Berlin, 1987

## Ausstellungen (unvollständig)

### Einzelausstellungen
1980: Potsdam, Staudenhofgalerie (mit Rudolf Peschel, Ruth Peschel und Claus Schulze)

### Teilnahme an zentralen und wichtigen regionalen Ausstellungen in der DDR
- 1956: Leipzig, Bezirkskunstausstellung
- 1957 bis 1981: Potsdam, fünf Bezirkskunstausstellungen
- 1965: Berlin, Deutsche Akademie der Künste („Junge Künstler. Gebrauchsgraphik“)
- 1967/1967 und 1977/1878: Dresden, VI. Deutsche Kunstausstellung und VIII. Kunstausstellung der DDR
- 1975: Schwerin, Staatliches Museum („Farbige Grafik in der DDR“)
- 1976 und 1978: Berlin u. a. Städte („100 ausgewählte Grafiken“)
- 1979: Kirchmöser, Klubhaus der Eisenbahner (Grafik zu Bert Brecht)
- 1981: Potsdam (Kunstausstellung zum X. Parteitag der SED)
- 1985: Potsdam (Kunstausstellung Potsdam)